# 2019년 영국 총선
2019년 영국 총선은 2019년 12월 12일 치러진 영국의 국회의원 선거이다. 2017년 총선에서 과반 확보에 실패한 보수당은 민주통일당의 신임과 보완으로 소수정부를 이끌어 나가고 있었으나 주요 정책 표결에서 야당에게 계속 지게 되었다. 결국 보리스 존슨은 조기총선의 실시를 위해 법안을 상정, 통과되어 조기총선이 실시되었다. 주요 참여 정당으로는 보수당, 노동당, 스코틀랜드 국민당, 자유민주당이 있다.
2019년 7월, 테레사 메이의 사임 이후 보리스 존슨은 보수당의 당수로 선출되어 총리로 임명되었다. 의회가 10월 말까지 보완된 탈퇴 협약을 비준하지 않자, 존슨은 조기총선을 결정하였다. 하원은 2019 조기총선에관한법률을 찬성 438, 반대 20으로써 가결시켰고, 2019년 12월 12일을 총선일로 결정하였다. 존슨은 영국을 유럽연합으로부터 탈퇴시킨다는 주요 공약을 실현시키기 위해 과반의석의 확보가 필요했다. 여론조사 결과, 선거운동 기간 내내 보수당이 노동당에 오차범위 이상의 우위를 점했다.
선거 결과 보수당은 1987년 이래 가장 큰 승리를 이뤄내어 80석 차로 과반을 이뤄냈고, 48석의 신규의석과 총 유효투표의 43.6%를 득표하였다(1979년 이래 가장 큰 득표율이었다). 노동당은 그에 반해 실적이 좋지 못했다. 총 60석을 잃었고 득표율은 32.1%였다. 자유민주당은 득표율이 11.6%로 올랐으나, 의석 수로는 1석을 잃었다.

## 배경
테레사 메이는 영국의 총리로서 2019년을 맞이했다. 2기 메이 내각은 탈퇴협정을 2019년 3월 29일까지 통과시키기 어려움을 겪었고, 그에 따라 몇몇 정치 평론가들은 조기총선이 거의 확실시된다고 보았다. 야당인 노동당은 2019년 1월 메이 내각에 대한 신임투표를 상정시켰으나, 부결되었다. 2019년 유럽의회선거 이후, 즉 유럽연합의 탈퇴시한 첫번째 연장기간 도중 메이는 사임하였다. 보리스 존슨은 2019년 보수당 당수 선거에서 승리하였고, 2019년 7월 23일 총리로 취임하였다. 전임자의 탈퇴협정안을 수정하고 보완하고자 계속해서 협상을 진행하면서, 존슨은 2011 고정의회임기법에 따라 3번이나 조기총선의 실시를 시도하였다. 이 경우 존슨은 재적의원 3분의 2 이상의 찬성을 필요로 했다.
그러나 세 번의 시도 모두 실패했고, 존슨은 영국이 유럽연합을 탈퇴하는 데 따른 필요를 최소화하기 위한 협정안을 도출해내야 한다는 압박을 받았다. 특히 의회가 2019 제2유럽연합탈퇴에관한법률(벤 법)을 통과시키면서 협정안 없이 유럽연합을 탈퇴할 수 없다고 규정하면서 이러한 압박은 거세졌다. 결국 2019년 10월 31일, 유럽연합이 첫 번째로 연장해준 시한 안에 새로운 협정안을 비준동의 받는 데에 실패하면서, 존슨은 두 번째로 연장을 요청했고, 10월 28일 자유민주당과 스코틀랜드국민당이 제안한 조기총선안을 상정하여 통과시켰다.
다만 이 과정의 특이한 점은, 2019 조기총선에관한법률은 2011 고정의회임기법의 규정을 우회한다는 것이다. 2011 고정의회임기법에 따르면 조기총선은 (1) 의회가 재적의원 3분의 2 이상의 찬성으로 조기총선을 찬성하는 결의안을 통과시키거나; (2) 의회가 내각을 불신임한 때에만 실시할 수 있다. (2)의 경우 내각이 불신임된 이후 14일 동안 새로이 신임을 받는 정부가 구성되지 아니하는 경우 조기총선이 실시된다. 그러나 2019 조기총선에관한법률은 단순 과반 확보로 통과되어 조기총선이 실시되었는데, 이는 법률상 문제가 없다. 영국의 헌법상 어떤 법률이 통과되었다고 해서 새로운 법률에 의하는 경우에는 후임자를 구속할 수 없다는 원칙에 의한 것이다.

## 선거제도

### 투표 자격
총선에 투표하기 위해서는 다음 자격을 갖춰야 한다:
- 선거 등록인으로 신고되어 있고
- 투표일 당일 만 18세 이상이어야 하며
- 영국, 아일랜드, 영연방 국적을 가진 시민이고
- 영국 내에 주소를 두고 있는 주민 (혹은 지난 15년간 영국에서 투표 등록을 한 전력이 있는 재외 영국 국민)인 동시에[2]
- 법적으로 투표 제한을 받지 않은 경우 (구치소나 정신병원에 수감중이거나, 대체로 불법을 저질러 다른 방식으로 구금된 수형자[3] 혹은 명백한 부정·불법 행위로 유죄 판결을 받은 사람[4][5][6]).

## 정당과 후보자
이번 총선에 출마하는 대부분의 후보는 특정 정당 소속으로, 영국 선거위원회의 정당 등록로 후보 등록을 마쳐야 한다. 소속 정당이 없는 것으로 등록된 후보는 '무소속'이나 아무런 분류명을 쓰지 않아도 된다. 아래 표에 게재된 정당은 2017년 총선에서의 선거 결과이다.

### 그레이트브리튼
하원에서 과반 지지를 받은 정당의 대표는 국왕의 요청으로 영국의 총리에 임명되어 정부를 수립하게 된다. 한편 정부 내각에 참여하지 못한 정당 중에서 가장 큰 정당은 야당 대표가 된다. 여당이 내각을 구성하는 동시에 야당도 예비 내각을 구성할 수 있다. 스코틀랜드 국민당과 플라이드 컴리의 대표는 국회의원이 아니지만 이들 정당이 지역당인 만큼, 각 지역별 의회에서는 의원으로 재직하고 있다.
| 정당/연합                                      | 정당/연합               | 정당 대표             | 현 대표 취임          | 대표의 지역구            | 지난 선거 결과 | 지난 선거 결과 | 현 의석 수 | 출마 지역                    |
| 정당/연합                                      | 정당/연합               | 정당 대표             | 현 대표 취임          | 대표의 지역구            | 득표율         | 의석수         | 현 의석 수 | 출마 지역                    |
| ---------------------------------------------- | ----------------------- | --------------------- | --------------------- | ------------------------ | -------------- | -------------- | ---------- | ---------------------------- |
|                                                | 보수당                  | 보리스 존슨           | 2019년 7월            | 억스브리지, 사우스뤼슬립 | 42.4%          | 317            | 298        | 영국 전역                    |
|                                                | 노동당                  | 제러미 코빈           | 2015년 9월            | 이즐링턴노스             | 40.0%          | 262            | 244        | 잉글랜드, 웨일스, 스코틀랜드 |
|                                                | 스코틀랜드 국민당       | 니콜라 스터전         | 2014년 11월           | 없음                     | 3.0%           | 35             | 35         | 스코틀랜드                   |
|                                                | 자유민주당              | 조 스윈슨             | 2019년 7월            | 이스트던바턴셔           | 7.4%           | 12             | 21         | 잉글랜드, 웨일스, 스코틀랜드 |
|                                                | 플라이드 컴리           | 애덤 프라이스         | 2018년 9월            | 없음                     | 0.5%           | 4              | 4          | 웨일스                       |
|                                                | 잉글랜드 웨일스 녹색당  | 조나단 바틀리 샨 베리 | 2016년 9월 2018년 9월 | 없음                     | 1.6%           | 1              | 1          | 잉글랜드, 웨일스             |
|                                                | 변화를 위한 무소속 연합 | 애나 수블리           | 2019년 6월            | 브록스토                 | 신당           | 신당           | 5          | 잉글랜드, 웨일스             |
|                                                | 브렉시트당              | 나이절 패라지         | 2018년 3월            | 없음                     | 신당           | 신당           | 0          | 미정                         |
| 그 외의 정당은 2019년 영국 총선 후보자를 참고. |                         |                       |                       |                          |                |                |            |                              |

보수당과 노동당은 1922년 이래 가장 큰 양대 정당으로, 1935년부터 역대 모든 총리를 배출해 왔다. 2016년부터 보수당 대표를, 2016년부터 영국 총리를 맡은 테리사 메이는 6월 7일 보수연합당 대표직을 사임할 것이라고 발표했다. 제러미 코빈은 2015년 9월 에드 밀리밴드의 뒤를 이어 노동당 대표와 야당 대표 자리에 올랐으며, 2016년 9월 대표 경선에서 재선에 성공했다.
자유민주당의 팀 패런 대표가 2018년 9월 사임함에 따라 빈스 케이블이 자민당 신임 대표로 취임하였다.
2019년 2월 노동당과 보수당 출신 11명의 하원 의원은 무소속 연합을 창당하였다.

### 북아일랜드
| 정당/연합                                      | 정당/연합         | 정당 대표        | 현 대표 취임 | 대표의 지역구 | 지난 선거 결과 | 지난 선거 결과 |
| 정당/연합                                      | 정당/연합         | 정당 대표        | 현 대표 취임 | 대표의 지역구 | 득표율         | 의석수         |
| ---------------------------------------------- | ----------------- | ---------------- | ------------ | ------------- | -------------- | -------------- |
|                                                | 민주연합당        | 알린 포스터      | 2015년 12월  | 없음          | 36.0%          | 10             |
|                                                | 신 페인           | 메리 루 맥도널드 | 2018년 2월   | 없음          | 29.4%          | 7              |
|                                                | 사회민주노동당    | 콜럼 이스트우드  | 2015년 11월  | 없음          | 11.7%          | 0              |
|                                                | 얼스터 연합당     | 로빈 스완        | 2017년 4월   | 없음          | 10.3%          | 0              |
|                                                | 북아일랜드 연합당 | 나오미 롱        | 2016년 10월  | 없음          | 7.9%           | 0              |
| 그 외의 정당은 2017년 영국 총선 후보자를 참고. |                   |                  |              |               |                |                |

북아일랜드는 그레이트브리튼 (잉글랜드-웨일스 지역)과는 별도의 정치 문화를 갖고 있다. 여기서는 민주연합당, 신 페인, 사회민주노동당, 얼스터 연합당, 북아일랜드 연합당이 이번 총선에 참여한다. 신 페인은 지난번과 마찬가지로 선거에서 이기더라도 의석은 갖지 않는 무개입 정책을 취할 것으로 예상된다. 보수당과 녹색당, 그리고 그밖의 소수 정당들도 북아일랜드 선거에 참여한다.

## 여론조사

2019년 영국 총선의 여론조사
보수당
노동당
자유민주당
브렉시트당
SNP & 플라이드 컴리
녹색당
변화를 위한 무소속 연합
UKIP

## 출구조사
| 정당 | 정당              | 의석수 | 변동 |
| ---- | ----------------- | ------ | ---- |
|      | 보수당            | 368석  | 55   |
|      | 노동당            | 191석  | 71   |
|      | 스코틀랜드 국민당 | 55석   | 20   |
|      | 자유민주당        | 13석   | 1    |
|      | 플라이드 컴리     | 3석    | 1    |
|      | 녹색당            | 1석    | 보합 |
|      | 브렉시트당        | 0석    | 보합 |
|      | 기타              | 19석   |      |

## 결과
| 365    | 202    | 48                | 11         | 24   |
| 보수당 | 노동당 | 스코틀랜드 국민당 | 자유민주당 | 기타 |

## 같이 보기
- 영국의 선거